# Helgoland (Schiff, 2009)
Die Helgoland ist ein Hochsee-Zollkreuzer der Kontrolleinheit See des deutschen Zolls und der Küstenwache des Bundes. Die Reichweite beträgt ca. 2.300 sm bei einer Dienstgeschwindigkeit von 15 Knoten.

## Geschichte
Das von zwei  Unterwasser-Auftriebskörpern (SWATH) getragene Schiff wurde in den Jahren 2007 bis 2009 bei der TKMS Blohm + Voss Nordseewerke GmbH im Auftrag des Bundesministeriums der Finanzen (BMF) gebaut und am 4. August 2009 in Dienst gestellt. Die Taufe fand am Tag der Indienststellung an der Überseebrücke im Hamburger Hafen statt. Getauft wurde das Schiff von Nicolette Kressl, Parlamentarische Staatssekretärin im Bundesministerium der Finanzen.
Ein Schwesterschiff der Helgoland, die Borkum, wurde am 3. Februar 2010 in Dienst gestellt. Insgesamt wurden durch das BMF zwei SWATH-Zollkreuzer bestellt.
Im August 2010 rettete die Besatzung des Zollkreuzers einen verunglückten Segler aus Seenot.
Im Mai 2017 rettete die Besatzung des Tochterbootes Kegelrobbe während des Hamburger Hafengeburtstags eine Person, die in das Hafenbecken gefallen war.

## Maschinenanlage und Antrieb
Bei der Konzeption der Maschinen- und Antriebsanlage wurde großer Wert auf die Wirtschaftlichkeit gelegt. Die Helgoland verbraucht weniger Treibstoff als herkömmliche Schiffe. Die dieselelektrische Maschinenanlage besteht aus vier Generatorsätzen, bei denen jeweils ein 16-Zylinder-Dieselmotor des Typs MTU 4000 einen Drehstromgenerator antreibt. Mit der erzeugten Energie werden unter anderem auch die beiden Propellermotoren versorgt, die über Wellenanlagen auf zwei 5-Blatt-Festpropeller wirken. Bei den Motoren handelt es sich um von Siemens gebaute Asynchronmotoren, die mit einer Spannung von 690 Volt über jeweils einen Frequenzumrichter betrieben werden. Als Manövrierhilfe ist eine Querstrahlsteueranlage mit einer Leistung von 300 kW installiert.

## Aufgaben
Die Hauptaufgabe der Helgoland ist die Kontrolle der Einhaltung der Zollvorschriften auf der Nordsee. Weiterhin wurden auch grenz- und schifffahrtspolizeiliche Aufgaben sowie Aufgaben der Fischereikontrolle und des Umweltschutzes auf das Schiff übertragen. Die Helgoland kann auch bei Windstärken und Wellenhöhen auf See bleiben, bei denen die bisher verwendeten konventionell gebauten Schiffe des Zolls nicht mehr operieren können.
Gesteuert und koordiniert werden die Einsätze aus dem Gemeinsamen Lagezentrum See im Maritimen Sicherheitszentrum Cuxhaven. Der Heimathafen des Schiffes ist Cuxhaven. Der Dienst ist in Sieben-Tages-Schichten eingeteilt. Jeden Dienstag wechselt die Besatzung. Die Einzelkabinen für die Besatzung haben jeweils eine eigene Nasszelle mit Toilette.
Ein 8,5 m langes und über 40 kn schnelles Festrumpfschlauchboot wird mit einem C-Davit mit Seegangsfolgeeinrichtung zu Wasser gelassen.